# Karl Papesch
Karl Papesch (* 6. September 1901 in Wien; † 1983 in Gütersloh) war ein deutscher Maler.

## Leben und Werk
Papesch studierte in Dresden bei Ernst Oskar Simonson-Castelli an dessen „Akademie für Zeichnen, Malen und Modellieren“. Danach war er ab 1928 in Dresden als freischaffender Maler, vor allem als Aquarellist, tätig. Nach der Teilnahme als Soldat am Zweiten Weltkrieg arbeitete er wieder als Maler in Dresden. Er gehörte Gruppe „Das Ufer“ an und war Mitglied im Verband Bildender Künstler der DDR. 1980 verließ er die DDR und zog nach Gütersloh, wo er weiter als Künstler tätig war.

## Darstellung Papeschs
- Heinz Märker: Karl Papesch bei der Arbeit (Fotografie)[1]

## Vor der Übersiedlung in die Bundesrepublik entstandene Werke (Auswahl)
- Stillleben mit Krug (ausgestellt 1946 Dresden auf der Kunstausstellung sächsische Künstler)[2]
- Versuchung des Hlg. Antonius (Kreidezeichnung; 1947 ausgestellt auf der Ersten Ausstellung Dresdner Künstler)[3]
- Mutter Unger, Loschwitz (Aquarell, 1947)[4]
- Stillleben (Aquarell, 1947; ausgestellt 1947 auf der Betriebsausstellung der Gruppe „Das Ufer“ in der Landesdruckerei Sachsen in Dresden)[5]
- Stillleben mit Zwiebel, Fischkopf und Mistkäfer (Aquarell, um 1947)[6]
- Planverkündung (Tafelbild, Öl; ausgestellt 1953 auf der Dritten Deutschen Kunstausstellung)[7]
- Zinngießer (Tafelbild, Öl; im Bestand der Städtischen Galerie Dresden)[8]
- Wir siegen mit dem Plan (Tafelbild, Öl; im Bestand des Sächsischen Kunstfonds)[9]
- Aufdeckung der Werksabotage (Tafelbild, Mischtechnik; ausgestellt 1953 auf der Dritten Deutschen Kunstausstellung)[10]
- Beim Chargieren (Tafelbild, Öl; ausgestellt 1953 auf der Dritten Deutschen Kunstausstellung)[11]

## Ausstellungsbeteiligungen (Auswahl)
- 1946 Dresden, Kunstakademie (Kunstausstellung sächsische Künstler)
- 1947 Dresden (Erste Ausstellung Dresdner Künstler)[12]
- 1948 Leipzig, Museum der Bildenden Künste (Ausstellung Dresdner Künstler)[13]
- 1950 Dresden, Landesdruckerei Sachsen (Betriebsausstellung der Gruppe „Das Ufer“)
- 1951 Glauchau, Städtisches Museum (Wanderkunstausstellung der Gruppe „Das Ufer“ durch Westsachsen)
- 1953 Dresden, Dritte Deutsche Kunstausstellung

## Postume Einzelausstellungen
- 2018/2019 Gütersloh, Kunst- und Auktionshaus Jentsch (Nachlass)[14]

## Nachweise
1. ↑  http://www.deutschefotothek.de/documents/obj/70221780/df_hauptkatalog_0200911_02
2. ↑  http://digital.slub-dresden.de/id51837887X/37
3. ↑  http://digital.slub-dresden.de/id1692294040/42
4. ↑  http://www.artnet.de/künstler/karl-papesch/mutter-unger-loschwitz-dIKzIAzKUuc1MypS62nwMw2 (abgerufen 2021-06-05)
5. ↑  http://digital.slub-dresden.de/id518385728/15
6. ↑  https://www.invaluable.com/auction-lot/karl-papesch-stilleben-mit-zwiebel-fischkopf-und--99-c-f2f5e3fef8 (abgerufen 2021-06-05)
7. ↑  http://www.deutschefotothek.de/documents/obj/30122430/df_hauptkatalog_0211309_020
8. ↑  http://www.deutschefotothek.de/documents/obj/30134199/df_hauptkatalog_0253278
9. ↑  https://www.werbeka.com/europa/deutschl/hausdgd3.htm
10. ↑  http://www.deutschefotothek.de/documents/obj/30122428/df_hauptkatalog_0021106_014
11. ↑  http://www.deutschefotothek.de/documents/obj/30122429/df_hauptkatalog_0211311_004
12. ↑  http://digital.slub-dresden.de/id1692294040/10
13. ↑  http://digital.slub-dresden.de/id518467724/10
14. ↑  https://www.xarto.com/profil/art_zeig.php?nr=435 (abgerufen 2021-07-06)

| Personendaten    | Personendaten     |
| ---------------- | ----------------- |
| NAME             | Papesch, Karl     |
| KURZBESCHREIBUNG | deutscher Maler   |
| GEBURTSDATUM     | 6. September 1901 |
| GEBURTSORT       | Wien              |
| STERBEDATUM      | 1983              |
| STERBEORT        | Gütersloh         |